# گرین لندینگ (پنسیلوانیا)
گرین لندینگ (به انگلیسی: Greens Landing) یک منطقهٔ مسکونی در ایالات متحده آمریکا است که در شهرستان برادفورد، پنسیلوانیا واقع شده‌است. گرین لندینگ ۷٫۱ کیلومتر مربع مساحت و ۸۹۴ نفر جمعیت دارد و ۲۵۷٫۸۶ متر بالاتر از سطح دریا واقع شده‌است.